# Reanimation
Reanimation is het eerste remixalbum van de Amerikaanse rockband Linkin Park. Het album werd opgenomen tijdens de tours ter promotie van debuutalbum Hybrid Theory uit 2000 en werd op 13 juli 2002 uitgebracht. Het album bevat remixen en nieuwe interpretaties van de nummers op het debuutalbum. Qua stijl, heeft het album meer hiphop dan op alle andere albums en bevat het meer elektronica-invloeden.

## Achtergrondinformatie
Reanimation' is opgenomen tijdens de tour in 2001 en bevat remixen van alle nummers op Hybrid Theory en twee andere nummers. Het album bevat meer hiphop-invloeden, door het groot aantal samenwerkingen met rappers, waaronder artiesten als Motion Man, Black Thought van The Roots en Pharoahe Monch. De meeste nummers echter zijn geremixt (of gereïnterpreteerd zoals dat op de achtercover van het album staat) door artiesten uit de alternatieve rockwereld, waaronder Jay Gordon van The Orgy en Josh Abraham, maar ook Joseph Hahn (onder zijn pseudoniem Chairman Hahn) en Mike Shinoda van Linkin Park zelf.

## Ontvangst
Het album werd gemiddeld opgevangen met een gemiddelde van een 6. Entertainment Weekly gaf het album een 6.7 en zei dat Reanimation "vele underground hiphop-artiesten heeft geholpen een groter publiek te krijgen. Door de artiesten (reconstructureren van liedjes, het toevoegen en weghalen van coupletten en het toevoegen van bepaalde artiesten), werd het een compleet nieuw album." Spin! vond het album geen vuller tussen de studioalbums door de huiveringwekkende rap-rock. Rolling Stone gaf het album drie uit vijf sterren en prijst vooral het werk van Shinoda, die "alles op elkaar laat opvolgen en zelf ook remixt" en noemde het album een werk uit liefde ontstaan.

## Nummers tijdens live-optredens
Slechts enkele nummers zijn daadwerkelijk in live-optredens van Linkin Park uitgevoerd. P5hng Me A*wy is het enige nummer dat in de nieuwe stijl is gespeeld. De intro van Krwlng werd van 2002 tot 2007 regelmatig voor Crawling gespeeld. Beide nummers zijn in deze vorm te zien en te horen op de live cd/dvd Live in Texas en het laatstgenoemde tijdens Live 8. Frgt/10 is live gespeeld op het benefietconcert ReAct: Music and Relief in 2005. Hoewel ze het nummer nooit volledig spelen, was het derde couplet van 1Stp Klosr tussen 2003 en 2007 te horen in One Step Closer, waar Bennington de originele vocals van Jonathan Davis voor zijn rekening neemt met achtergrondzang van Shinoda. Een optreden van het nummer staat op de Linkin Park Underground 4.0 te vinden, een jaarlijks uitgevoerde ep voor leden van de fanclub. In het nummer With You worden de snaarsamples tijdens de coupletten van Shinoda uit WHT<You gebruikt en schreeuwt Bennington "Come On!" in het begin, net als op de remix. Shinoda nam Enth E Nd in een verkorte versie op in zijn setlist tijdens zijn Fort Minor-shows.

## Tracklijst
Het album is in verschillende versies uitgebracht:
- De standaardversie met een andere boekje, in DualDisc-formaat.
- De Japanse editie
- De dvd-editie
- De vinylversie.

### Standaardeditie
| #  | Titel               | Origineel                                                               | Bewerkt door:                                   | Duur  |
| -- | ------------------- | ----------------------------------------------------------------------- | ----------------------------------------------- | ----- |
| 1  | "Opening"           | -                                                                       | Mike Shinoda / Dave Farrell                     | 01:07 |
| 2  | "Pts.Of.Athrty"     | "Points Of Authority"                                                   | Jay Gordon                                      | 03:45 |
| 3  | "Enth E Nd"         | "In the End"                                                            | Kutmasta Kurt / Motion Man                      | 03:59 |
| 4  | "[Chali]"           | -                                                                       | Chali2Na                                        | 00:23 |
| 5  | "Frgt/10"           | "Forgotten"                                                             | The Alchemist / Chali 2na / Chairman Hahn       | 03:32 |
| 6  | "P5hng Me A*wy"     | "Pushing Me Away"                                                       | Mike Shinoda / Stephen Richards / Brad Delson   | 04:37 |
| 7  | "Plc.4 Mie HÆd"     | "A Place for My Head"                                                   | Amp Live / Zion I                               | 04:20 |
| 8  | "X-Ecutioner Style" | - (Samples van "Forgotten" en "One Step Closer" en "Cure For The Itch") | Sean C. / Roc Raida / Black Thought             | 01:49 |
| 9  | "H! Vltg3"          | "High Voltage"                                                          | Evidence / Pharoahe Monch / DJ Babu             | 03:30 |
| 10 | "[Riff Raff]"       | -                                                                       | Chali2Na                                        | 00:21 |
| 11 | "WHT>You"           | "With You"                                                              | Chairman Hahn / Aceyalone / Mike Shinoda        | 04:12 |
| 12 | "NTR\Mssion"        | -                                                                       | Mike Shinoda / Dave Farrell                     | 00:29 |
| 13 | "PPR:Kut"           | "Papercut"                                                              | DJ Cheapshot / Jubacca / Rasco / Planet Asia    | 03:26 |
| 14 | "Rnw@y"             | "Runaway"                                                               | Backyard Bangers / Phoenix Orion                | 03:13 |
| 15 | "My<Dsmbr"          | "My December"                                                           | Mickey Petralia / Greg Kurstin / Kelli Ali      | 04:17 |
| 16 | "[Stef]"            | -                                                                       | -                                               | 00:10 |
| 17 | "By_Myslf"          | "By Myself"                                                             | Josh Abraham / Mike Shinoda / Stephen Carpenter | 03:44 |
| 18 | "Kyur4 TH Ich"      | "Cure For The Itch"                                                     | Chairman Hahn                                   | 03:44 |
| 19 | "1Stp Klosr"        | "One Step Closer"                                                       | The Humble Brothers / Jonathan Davis            | 05:46 |
| 20 | "Krwlng"            | "Crawling"                                                              | Mike Shinoda / Dave Farrell / Aaron Lewis       | 05:42 |

### iTunes Bonus Tracks
1. "One Step Closer" (Live LP Underground Tour 2003) — 03:42
2. "Buy Myself" (reinterpreted by Marilyn Manson)[7] — 04:16
3. "My December" (Live Projekt Revolution Tour 2002) — 04:27

## Afgewezen nummers
- Een remix van Points of Authority werd gemaakt door The Crystal Method, maar moest in de remix van Jay Gordon zijn meerdere erkennen. De Crystal Method-remix is wel te vinden op de Underground V2.0-ep.
- Een remix op My December, gedaan door DJ Crook van Team Sleep werd afgewezen omdat Mike Shinoda de vrolijkere en upbeat remix van Mickey Pretalia beter vond.
- Björk werd gevraagd samen te werken met de band voor het album. Maar ze wezen het idee af, omdat ze liever nieuw materiaal schreef, dan een remix maakten.

## Personeel
Linkin Park
- Chester Bennington: leadzanger
- Rob Bourdon: drum, bewerking
- Brad Delson: leadgitaar
- Dave "Phoenix" Farrell: bassist, snaren
- Joseph Hahn: dj, scratching, sampling, remix, artwork, opname
- Mike Shinoda: vocals, mc, keyboard, ritmische gitarist, sampling, remix, producer, artwork, artregie

### Bewerking
- Jeff Chester: engineer
- Brian Gardner: digitale bewerking, mastering
- Mark "Spike" Stent: mixer
- Andy Wallace: mixer
- Troy Staton: mixer
- Ryan Williams: engineer
- Jonas G.: engineer
- David Treahearn: assistent mixing, assistent
- DJ Revolution: bewerking
- Nancie Stern: samplezuivering
- Erik Gregory: programmering
- Ray Wilson: assistent engineer
- Michael Fitzpatrick: programmering, interpretatie

### Vocals
- Aaron Lewis (van Staind): gastvocals op Krwlng
- Black Thought (The Roots): gastvocals op X-Ecutioner Style
- Pharoahe Monch: gastvocals op H! Vltg3
- Jonathan Davis: gastvocals op 1Stp Klosr
- Stephen Richards (Taproot): gastvocals op P5hng Me A*wy

### Interpretaties
- KutMasta Kurt: interpretatie
- Roc Raida: interpretatie
- Josh Kouzomis: interpretatie
- Jay Gordon (The Orgy): interpretatie
- The Alchemist: interpretatie
- Josh Abraham: interpretatie
- DJ Babu: interpretatie
- DJ Cheapshot van Styles of Beyond: interpretatie
- Evidence: interpretatie
- The Humble Brothers: interpretatie
- Michael Fitzpatrick: programmering, interpretatie

### A&R
- Tom Whalley: A&R
- Jeff Blue: A&R

### Producers
- Don Gilmore: Producer (originele opnames)
- Doug Trantow: programmering, producer, engineer

### Instrumentatie
- Greg Kurstin: keyboards
- Stephen Carpenter: gitaar
- Mickey Petralia: keyboards, programmering, producer, interpretatie